# Raceloma natalensis
Raceloma natalensis är en skalbaggsart som beskrevs av Hope 1841. Raceloma natalensis ingår i släktet Raceloma och familjen Cetoniidae. Inga underarter finns listade i Catalogue of Life.